# Ріцурін (сад)
Сад Ріцурін (яп. 栗林公園, Ritsurin Kōen, букв. "каштановий гай") — один з найвідоміших історичних садів Японії. Сад розташований у місті Такамацу і є одним з його головних визначних пам'яток. У саду є чайний будиночок, різні експонати народних мистецтв і ремесел (у тому числі Музей народних промислів провінції Санукі), а також різні предмети народних мистецтв і ремесел на продаж.
Екскурсія по саду зазвичай триває від одного до двох годин. У саду розташовані різні мости, пішохідні доріжки і невеликі пагорби, з яких відкривається прекрасний вид на сад і навколишній пейзаж, особливо гору Сіун (яп. 紫雲山, Shiun-zan) на західній межі саду.

## Історія
У період Ґенкі-Тенсьо (бл. 1575) багата родина Сато розбила сад у південно-східній частині сучасного саду. Будівлі саду датуються ще початком 17 століття. У 1625 році даймьо Такамацу в провінції Санукі, Ікома Такатосі (яп. 生駒高俊) перебрав власність над Ріцуріном і розширив його на території навколо Південного ставка з використанням прекрасної зелені гори Сіун (гора Фіолетової Хмари) як тла. З 1642 року владу над територією отримав володар Мацудайра Йорісіґе (яп. 松平頼重), який продовжив будівництво. Робота була завершена п'ятим володарем Мацудайра — Йорітака — в 1745 році через 100 років удосконалень і розширень, зроблених послідовністю володарів. Коли новий уряд Мейдзі відібрав сад у родини Мацудайра, він був визначений садом префектури і відкритий для публіки 16 березня 1875 року. У 1953 році сад отримав звання Особливого місця природної краси (яп. 日本の特別名勝).

## Характеристики саду
Сад займає площу бл. 75 га і простягнувся з півночі на південь у підніжжя розташованої на заході гори Сіун, яка використовується «запозичений пейзаж» (借景, сяккей). Парк поділений на Північний і Південний парк, але без певного видимого кордону.
Парк відзначається незвичайно великою кількістю водних об'єктів, маючи Північне, Західне та Південне озеро, Качиний ставок, ставок Кансуй, Лотосова водойма (названа за старою японською назвою для лотоса, Фуйоу) та інші менші ставки. Вони всі пов'язані між собою, і частково судноплавні для човнів. Через водойми перекинуто мости, серед них міст Напівмісяця або Лука (Енґецу-куйо).
Північна частина парку має, на додаток до вищезазначених споруд, такі варті уваги об'єкти:
- Цурукамемацу (鶴亀松): 100 сосен у вигляді лелеки та черепахи (символи довголіття),
- Камобікіхорі: Рів для полювання на диких качок качиному озері.

У старішій Південній частині парку розташовані такі споруди та варті уваги об'єкти:
- Хіґурасітей: старий павільйон з періоду Едо (Кюухігурашітей) та новіший з тією з назвою від 1898 р.
- Коубуся: ділянка для військових вправ (стрільби з лука),
- Хоубіу: пагорб з пальмами сотецу («хвостами фенікса», cycas revoluta),
- Кікуґецутей (павільйон Зачерпування Місяця): цей чайний будиночок був побудований на початку періоду Едо (близько 1640 р.)[Anm 2],
- Хакомацу, Бьоубумацу: ретельно культивовані чорні соснові дерева; їх гілки, гілочки і голочки майстерно підстригають у вигляді геометричних фігур і форм.
- Фукіаґе: велике джерельне озеро, джерело води у парку,
- Хірайхоу, Фуйоухоу: два пагорби на східній межі південної частини парку.

Численні ставки і струмки повні карпів кої, а довкола ставка у чайного будиночка розташовані лавки, де відвідувачі можуть посидіти і погодувати риб хлібними паличками, які купуються у чайному будиночку.

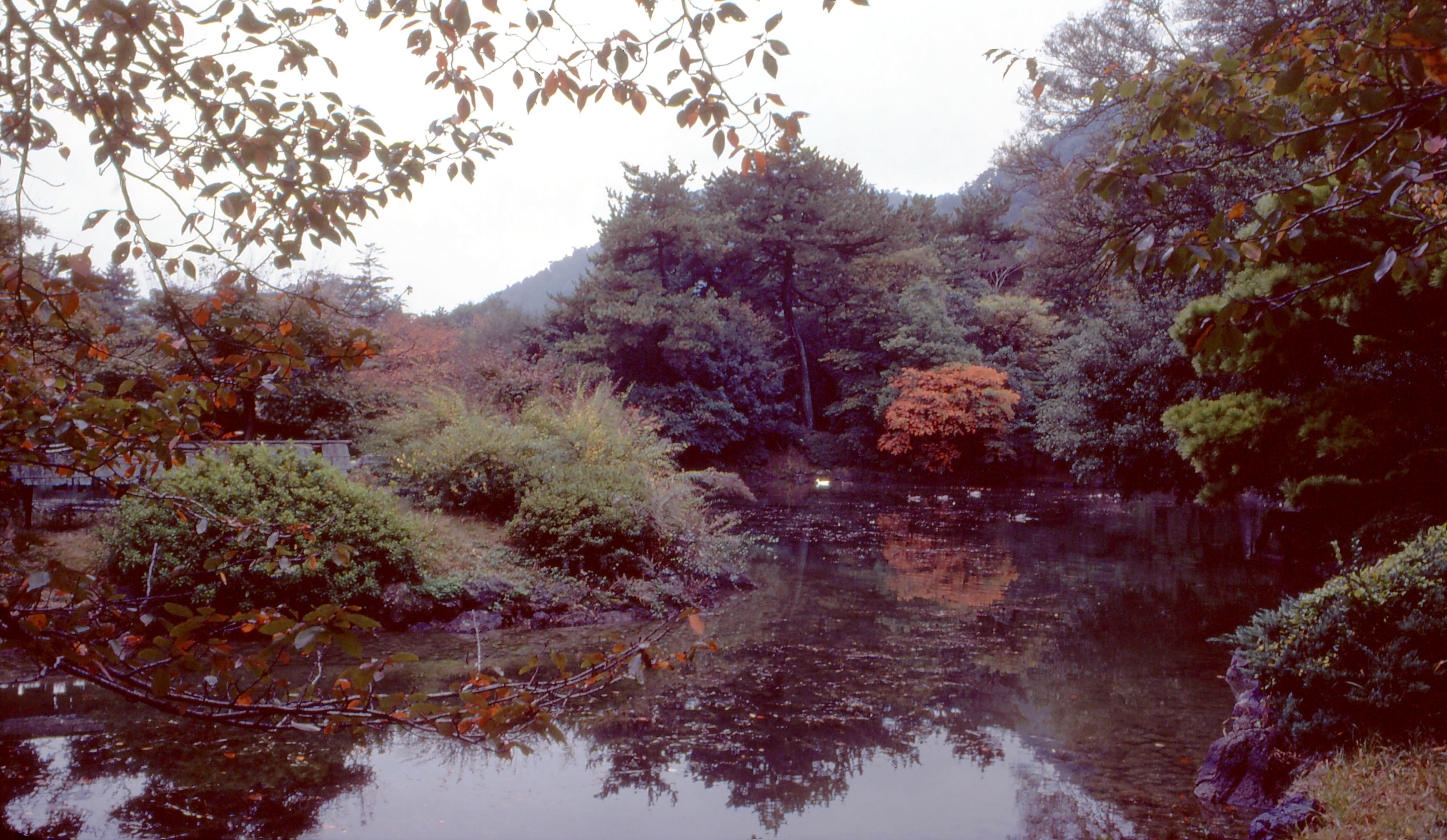
Ставок Гун-о

### Цвітіння рослин у парку
| Місяць         | Квітнуть                    | Примітка                                                                |
| -------------- | --------------------------- | ----------------------------------------------------------------------- |
| Лютий          | Камелії                     | по всьому парку                                                         |
| Лютий/березень | Сливи                       | Північний і Південні ліски, бл. 200 дерев                               |
| Березень       | Магнолії                    | біля Сьоуфуда                                                           |
| Квітень        | Вишні                       | бл. 350 дерев у парку                                                   |
| Травень        | Вістерії різні азалії іриси | біля Старого Хігурасітей по всьому парку, бл. 2300 рослин біля Сьоуфуда |
| Червень        | півники                     | бл. 3000 рослин біля Качиного ставка                                    |
| Липень         | Ябу-канзьо Но-канзьо        | на протоці Сейкей біля Сьосан, ставка Кансуй                            |
| Липень/Серпень | Лотос                       | у водоймі Фуйоу                                                         |
| Вересень       | Лебедеца                    | по всьому парку                                                         |
| Листопад       | Клени                       | на Фууган (Кленовому березі)                                            |

## Галерея

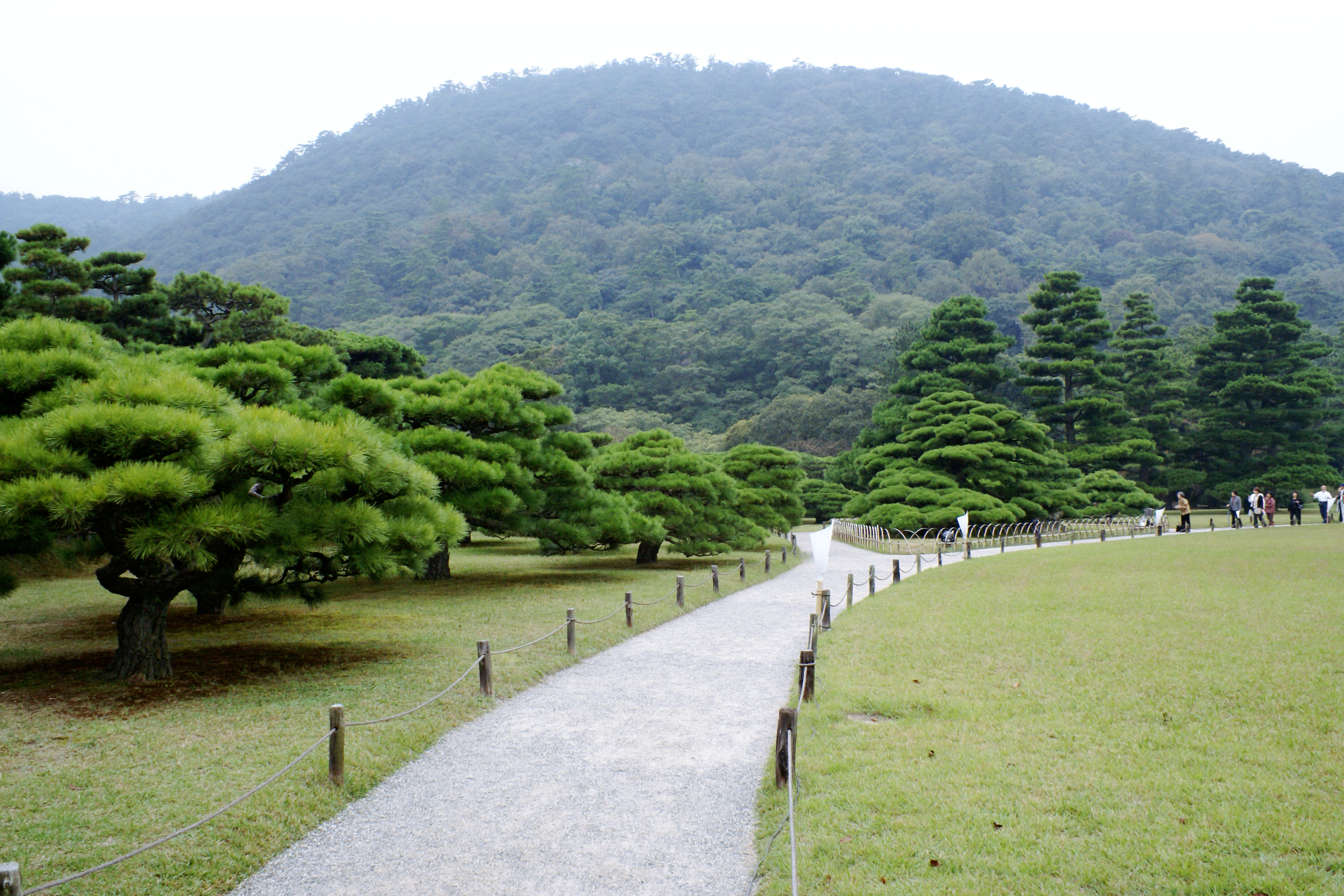
Гора Шіун
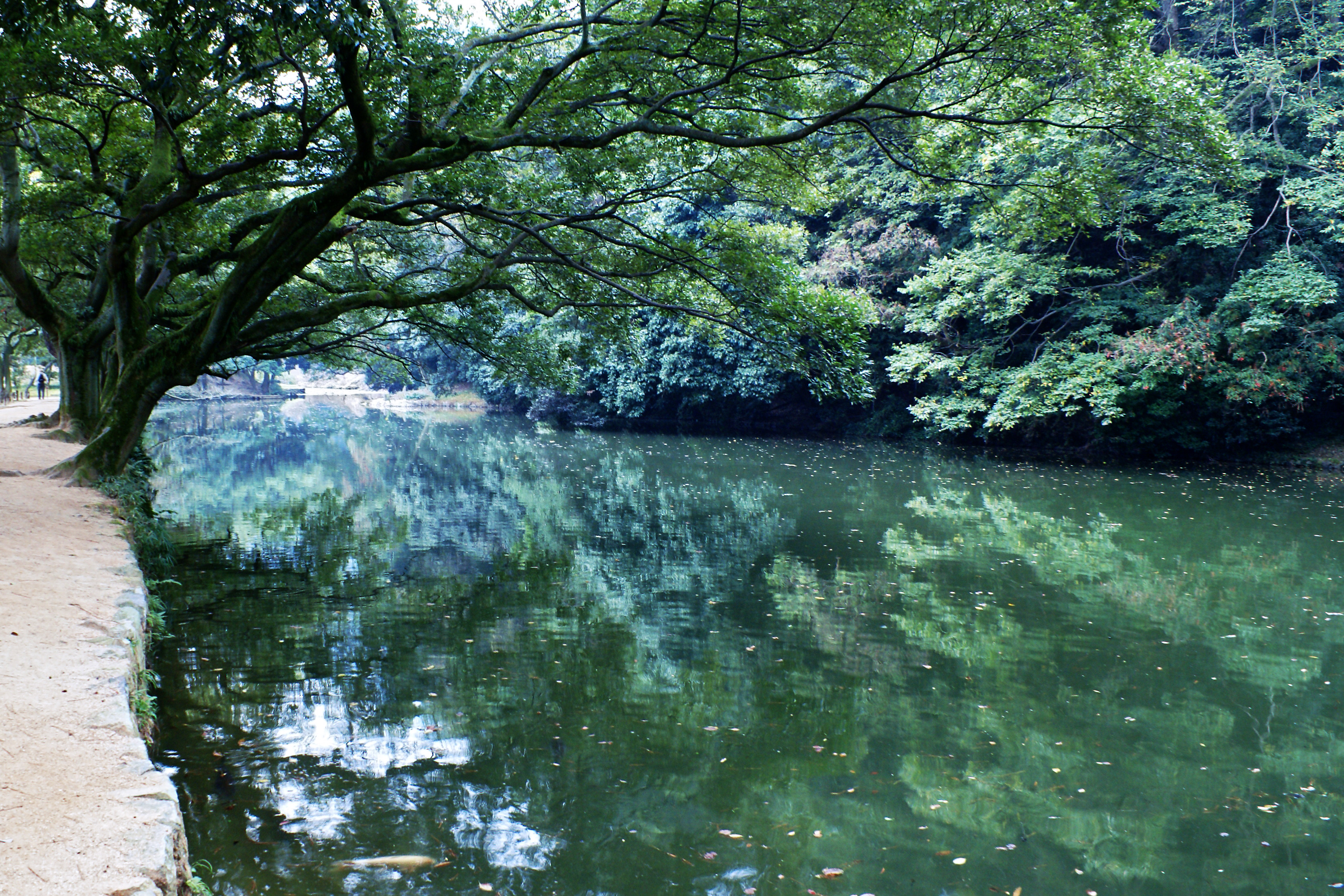
Західне озеро
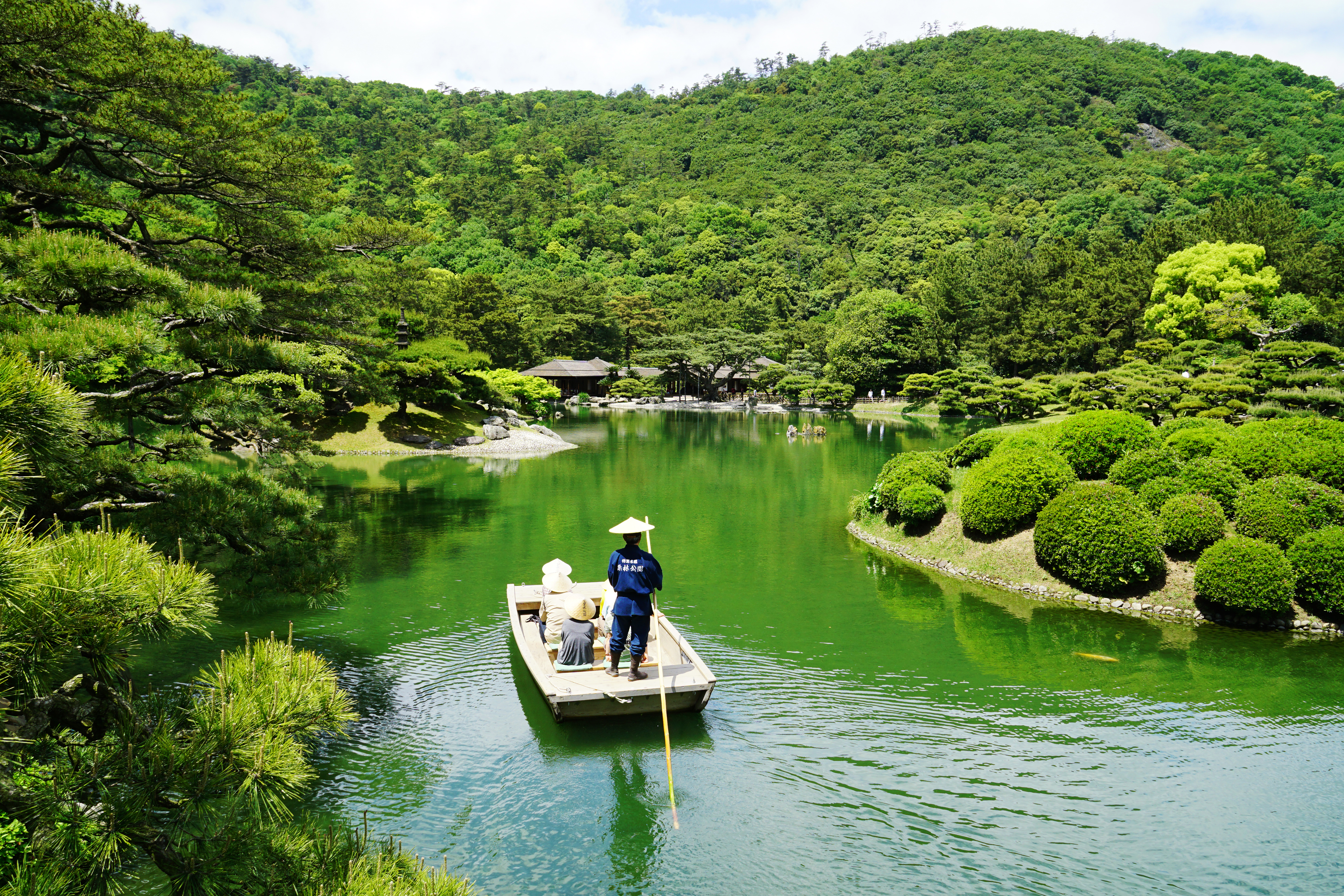
Південне озеро
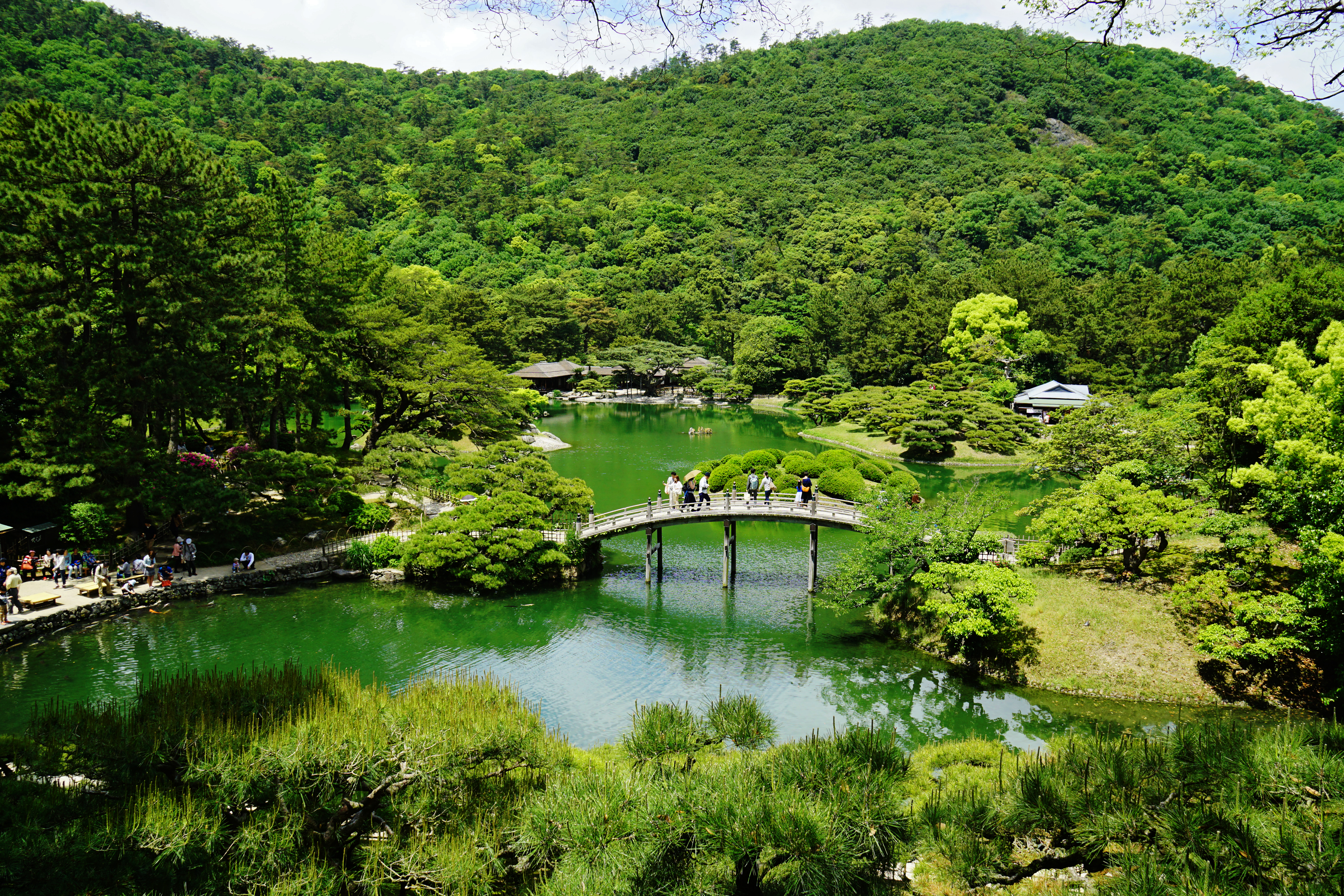
Вид від Хірайхоу через міст Енгецу на Південне озеро
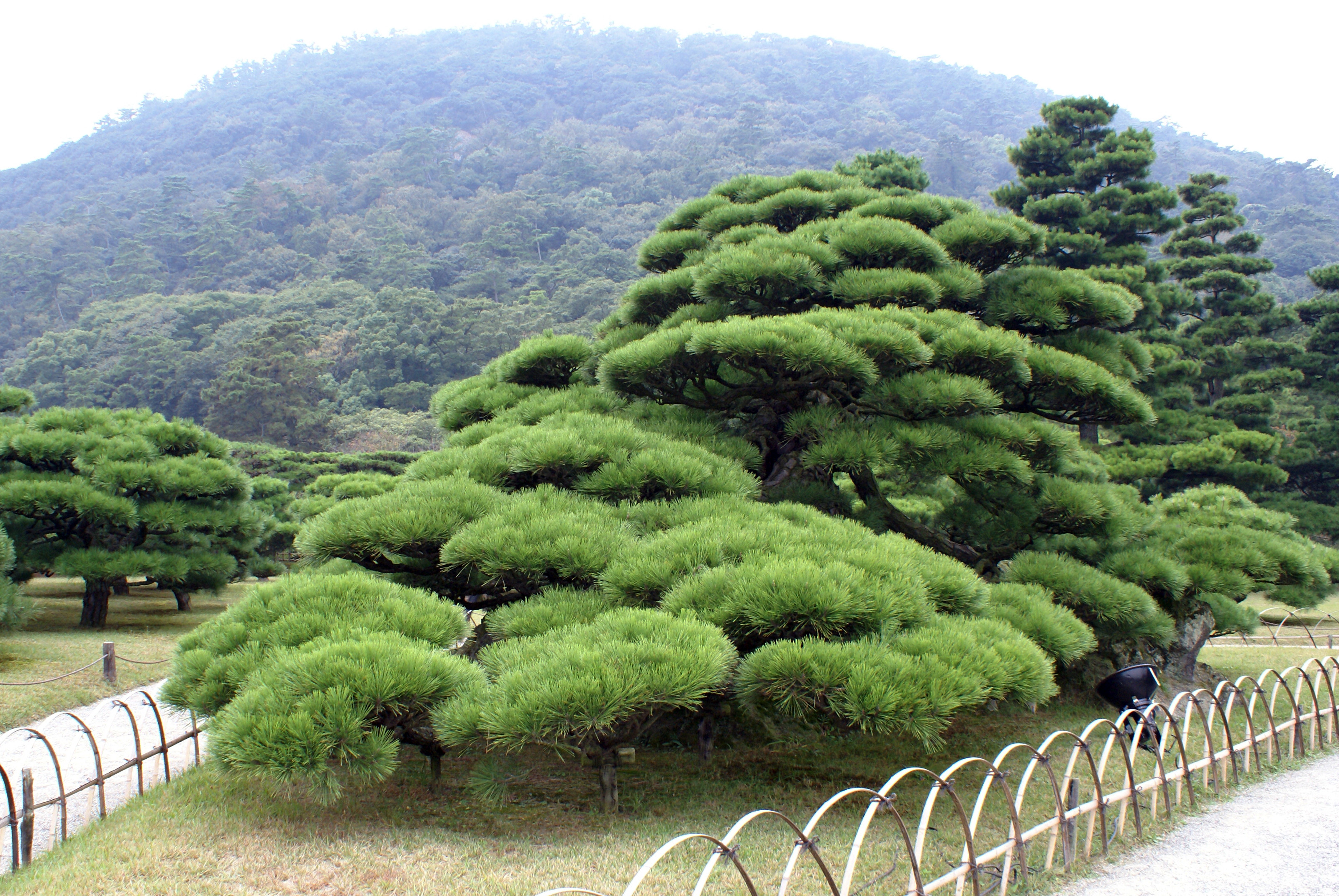
Сосни Цурукаме на фоні гори Сіун
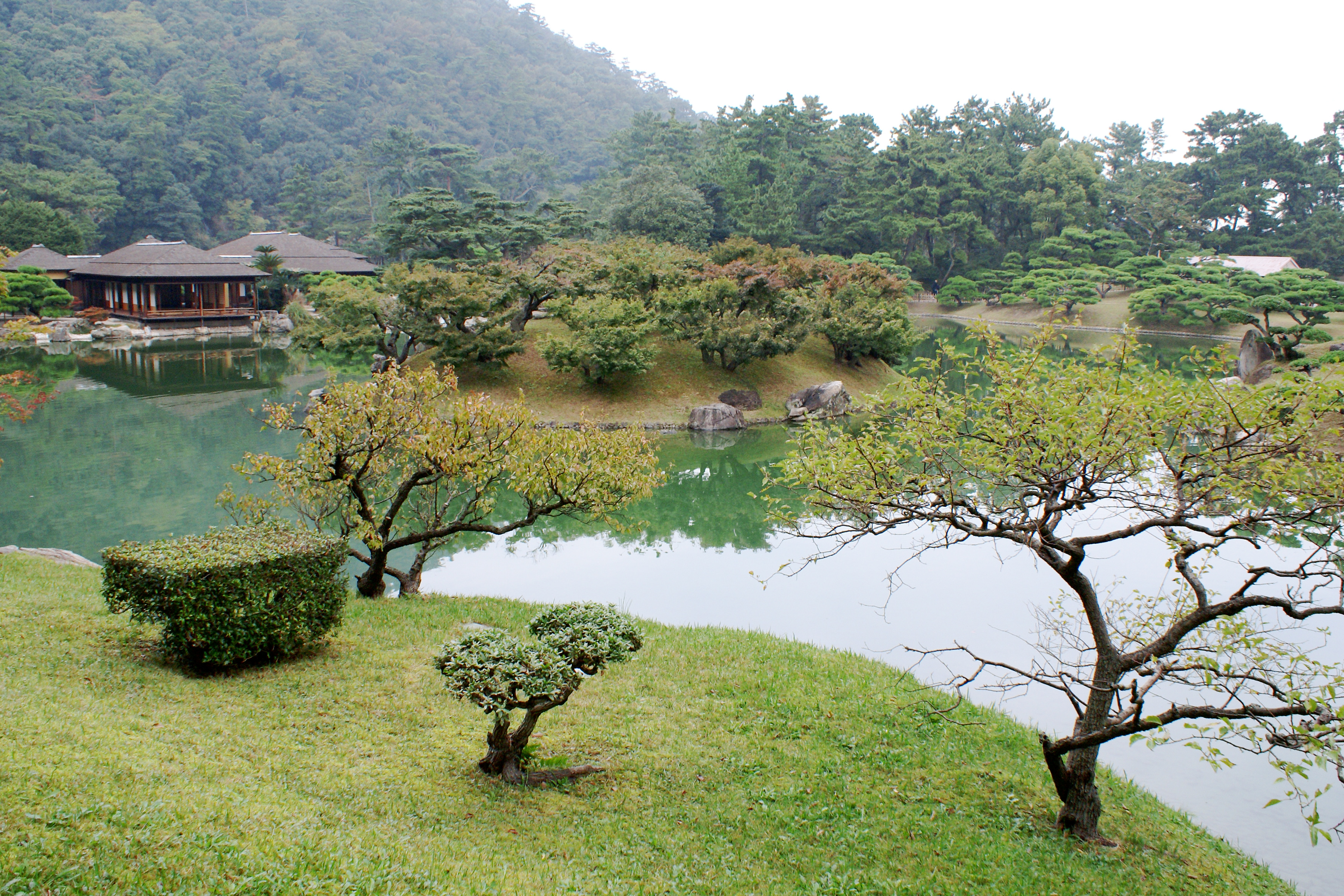
Вид на павільйон Кікуґецу
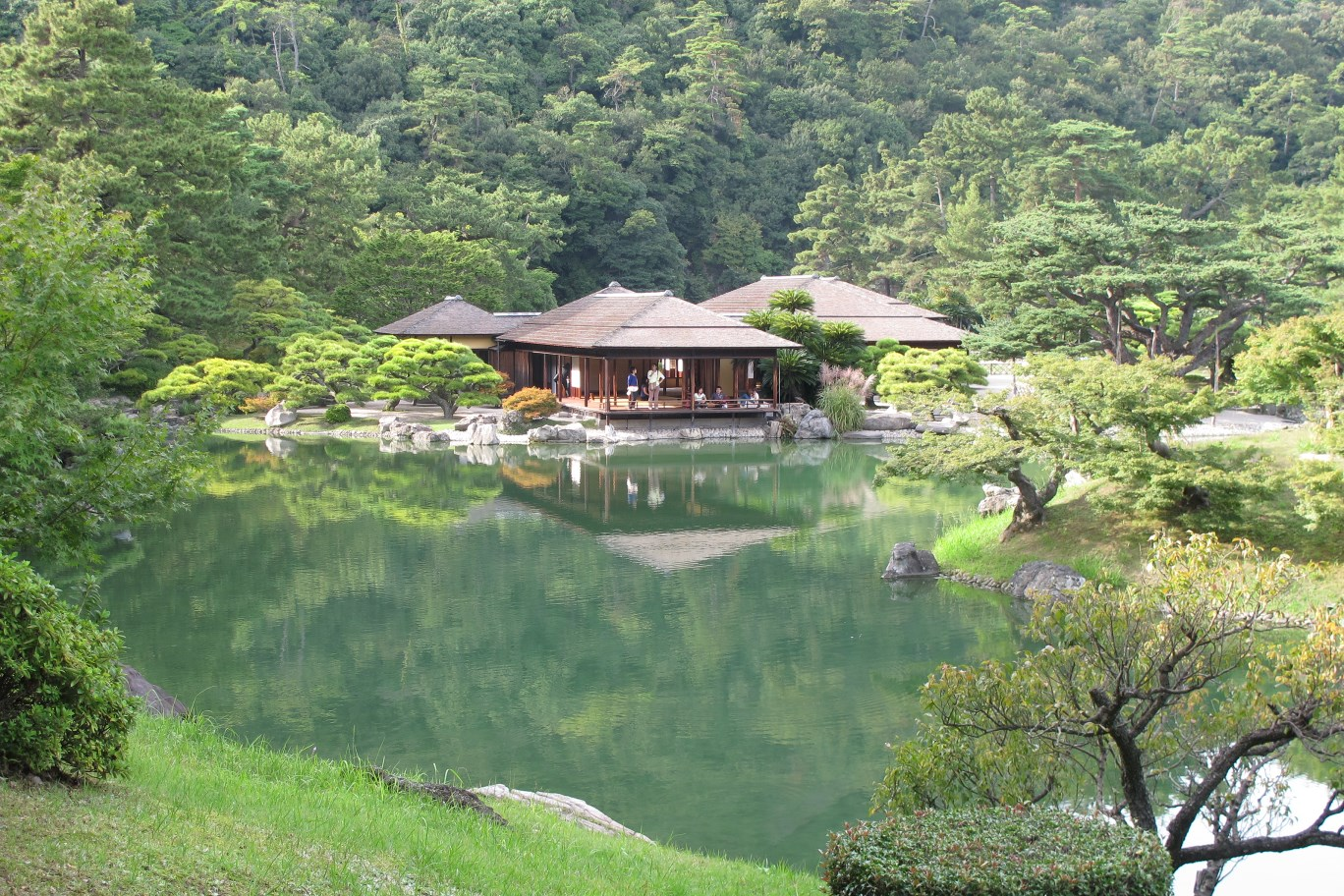
Павільйон Кікуґецу на фоні гори Сіун
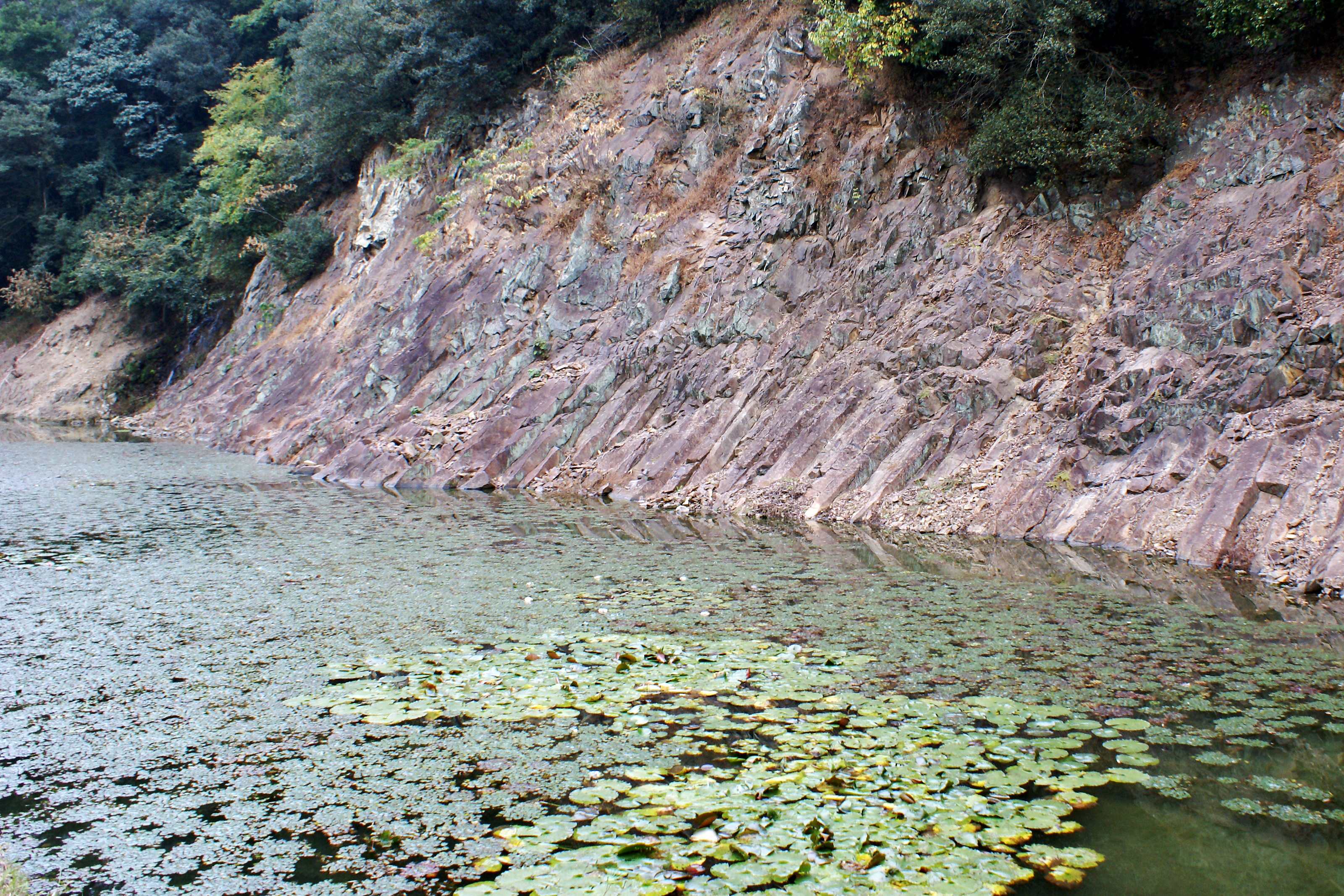
Підніжжя гори Сіун

## Нотатки
1. ↑  Приблизний переклад: ставок «Занурений у зелень».
2. ↑  Йорітака назвав будиночок за словами китайського вірша: «Коли черпаєш (кіку) воду обома руками, тримаєш Місяць (ґецу) у руках. (яп. 水を菊すれば月手に在り)»
3. ↑  два види лілійників.